# Дезмонд Парсонс
Високодостойний Дезмонд Едвард Парсонс (англ. Desmond Edward Parsons; 13 грудня 1910, Лондон — 4 липня 1937, Цюрих) — британський аристократ, аматор-сходознавець та естет, відомий дослідженнями Китаю. Сучасники описували його як «одного з найпривабливіших чоловіків свого покоління». Він мав тісні дружні та емоційні зв'язки з відомими діячами британської культури міжвоєнного періоду. Його вважали єдиним справжнім коханням Гарольда Актона; він підтримував дружбу з Джеймсом Ліз-Мілном та був об'єктом нерозділеного кохання письменника і мандрівника Роберта Байрона.

## Життєпис

### Ранні роки та освіта
Дезмонд Парсонс народився 13 грудня 1910 року в аристократичній сім'ї: його батько — Вільям Парсонс (англ. William Edward Parsons), був офіцером британської армії (зокрема служив у Королівському ірландському полку) та п'ятим графом Росс; а мати — Франсіс Лоїс Лістер-Кей (англ. Frances Lois Lister-Kaye), також походила з аристократії. Його батько був важко поранений у травні 1915 р. під Фестюбером і помер 10 червня 1918 р. вдома в замку Бірр від наслідків поранення. Після смерті чоловіка Франсіс одружилася із Івом Річардом Весі (англ. Ivo Richard Vese), п'ятим віконтом де Весі, 15 травня 1920 р., який став Дезмонду вітчимом.
Свідчення про дитинство Дезмонда Парсонса обмежені. Втім, соціально-родинний контекст вказує на класичне «аристократичне» виховання з пансіонною освітою (Ітон), ранньою дисципліною, але й з помітною культурною/інтелектуальною свободою. Відомо, що батько Дезмонда був суворим через свою військову освіту. Пізніше, вітчим Дезмонда, який був другом батька ще з війська, вірогідно продовжив схожий стиль виховання. Також з деяких листів і описів друзів можна зазначити, що він мав неабиякі лінгвістичні здібності і зацікавлення історією та культурою Китаю.
Парсонс навчався в Ітонському коледжі, де вперше продемонстрував значні академічні досягнення. Він також був досить привабливим, тому мав вдосталь залицяльників, хоча сам ніколи не шукав стосунків. Після Ітона Парсонс вступив до Оксфордського університету. Після Оксфорда, у 1929 році Парсонс також пройшов навчання в Сандгерсті.

### Подорож до Китаю

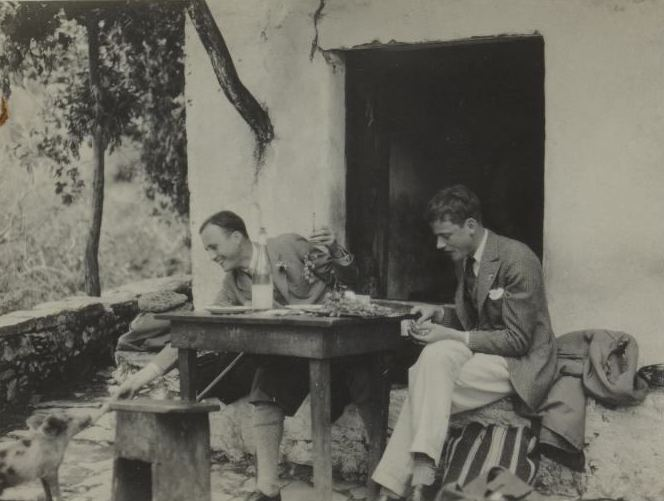
Роберт Байрон та Дезмонд Парсонс у Китаї, фото зроблене до 1937 року.

Навчавшись в Оксфорді, Парсонс належав до інтелектуальних і мистецьких кіл 1920-х років. Його тісна дружба з письменником Гарольдом Актоном та мандрівником Робертом Байроном підштовхнула його до подорожей.
У 1934 році він поїхав до Китаю, де його друг Гарольд Актон викладав у Пекінському національному університеті. Його перебування стало початком довготривалої культурної співпраці між Біррським замком та Китаєм. Парсонс опановував китайську мову і культуру, зокрема перекладає збірку китайських казок з німецької на англійську. Він оселився у Пекіні, придбавши традиційний двірцевий будинок, недалеко від Забороненого міста.
Натхненний книгою Ауреля Стейна «Печера тисячі будд» (1921 року), Парсонс вирішив здійснити власну подорож до печер Моґао поблизу Дуньхуана. У 1935 році він вирушив із Пекіна Ганьсуйським коридором, подолавши важкий маршрут через Ланьчжоу. Його листи описують п'ятиденну подорож з Сіаня на вантажівці разом з дванадцятьма пасажирами. У Дуньхуані він зробив понад сто фотографій настінних розписів, ставши одним із небагатьох іноземців, яким тоді вдалося задокументувати ці пам'ятки.
СПАДКОЄМЕЦЬ ГРАФАЗатриманий у віддаленій частині КитаюПекін, 2 травня.
Британська місія розслідує справу пана Дезмонда Парсонса, брата та спадкоємця графа Росс, якого затримала китайська влада в північно-західному Кансі — віддаленій провінції.
У телеграмі від пана Парсонса, надісланій кілька днів тому, повідомлялося, що його було зневажено у Туньхуані, ще далі на північний захід, та заарештовано «за надумане звинувачення у дрібній крадіжці». Після звільнення він вирушив до Аньсі, звідки місцева влада відмовляється дозволити йому виїхати.
Місія звернулася до Нанкінського міністерства закордонних справ із проханням телеграфувати владі Кансі, наполягаючи, щоб пану Парсонсу було негайно надано дозвіл повернутися до Пекіна, де він прожив кілька місяців, вивчаючи китайську мову та культуру.
«Газета «Пінанг» і Хроніка Малаккської протоки» від 14 травня 1935 р., сторінка 6
1 травня 1935 року Парсонса заарештували, звинувативши у спробі вивезення артефактів. Вважається, що його спіймали коли він намагався зрізати одну із фресок зі стіни печери. Попри конфіскацію речей, йому вдалося зберегти камеру й негативи. Інцидент спричинив дипломатичне втручання — питання про його затримання піднімали в Палаті громад, а британський міністр закордонних справ Ентоні Іден домігся звільнення. До арешту Парсонс встиг зафіксувати на фото понад 120 фресок буддійських печер, включно з деякими стінами, що раніше не були задокументовані. Згодом вони потрапили до інституту Курто.

### Хвороба та смерть
Після звільнення з ув'язнення у Ланьчжоу Парсонс повернувся до Пекіна, але стан здоров'я погіршився. Йому діагностували хворобу Годжкіна. Взимку 1935 року він разом із братом і його дружиною вирушив Транссибірською магістраллю через Москву до Європи. Певне поліпшення стану здоров'я спонукало родину розмістити його в клініці у Цюриху, однак лікування виявилося безуспішним.
Дезмонд Парсонс помер 4 липня 1937 року в Цюриху у віці лише 26 років, при братові Майклі. Сучасники згадували його як одного з найхаризматичніших молодих людей свого покоління. Після його смерті колекція китайського мистецтва була збережена Гарольдом Актоном і повернута до замку Бірр під час Другої світової війни.
Фотографії з Дуньхуана згодом передав до Гарвардського університету та Школи орієнтальних і африканських досліджень його небіж, 7-й граф Росса, Брендан Парсонс. Колекція нині зберігається в Британській бібліотеці та оцифрована в рамках проєкту International Dunhuang Project (IDP).